# Telesphore Placidus Toppo

Telesphore Placidus kardinál Toppo (15. října 1939 Chainpur – 4. října 2023) byl indický římskokatolický kněz, arcibiskup Ráňčí, předseda Indické biskupské konference, kardinál.

## Kněz
Pochází z početné rodiny, narodil se jako osmé z desíti dětí. V roce 1965 absolvoval studia na kolegiu sv. Františka Xaverského v Ráňčí. Studoval také na Papežské univerzitě Urbaniana (kde získal licenciát z teologie) a na Univerzitě v Ráňčí. Kněžské svěcení přijal 3. května 1969. Poté působil zejména v církevním školství, organizoval přípravné kursy pro kandidáty kněžství.

## Biskup
V červnu 1978 ho papež Pavel VI. jmenoval biskupem diecéze Dunmka, biskupské svěcení přijal 7. října téhož roku. V listopadu 1984 ho papež Jan Pavel II. jmenoval arcibiskupem-koadjutorem arcidiecéze Ráňčí, řízení diecéze se ujal 7. srpna následujícího roku.

## Kardinál
Kardinálem byl jmenován v roce 2003, kardinálské insignie převzal na konzistoři 21. října téhož roku. V lednu 2004 byl zvolen předsedou Indické biskupské konference.